# جوزی مک‌آوین
جوزی مک‌آوین (انگلیسی: Josie MacAvin؛ 1919 – ۲۶ ژانویهٔ ۲۰۰۵) طراح تولید اهل جمهوری ایرلند بود.
وی همچنین برندهٔ جوایزی همچون جایزه اسکار بهترین طراحی صحنه شده‌است.